# Misael Vacca Ramirez
Misael Vacca Ramírez (Somondoco, 5 de novembro de 1955) é um ministro católico romano e arcebispo da Arquidiocese de Villavicencio.
Em 3 de dezembro de 1983, Misael Vacca Ramírez recebeu o Sacramento da Ordem para a Arquidiocese de Tunja.
Em 22 de junho de 2001, o Papa João Paulo II o nomeou Bispo de Yopal. O Núncio Apostólico na Colômbia, Dom Beniamino Stella, o consagrou em 8 de agosto do mesmo ano; Co-consagrantes foram o Arcebispo de Tunja, Dom Luis Augusto Castro Quiroga IMC, e o Bispo de Garagoa, Dom José Vicente Huertas Vargas.
Em 18 de abril de 2015, o Papa Francisco o nomeou Bispo de Duitama-Sogamoso. A posse ocorreu em 6 de junho do mesmo ano.
De 15 de agosto de 2015 a 1º de outubro de 2016, foi também Administrador Apostólico de Málaga-Soatá durante a vacância da Sede. Mesmo durante a vacância renovada, administrou a Diocese de Málaga-Soatá de 20 de novembro de 2021 a 1º de outubro de 2022 como Administrador Apostólico.